# Ath'thaorah (huyện)
Huyện Ath'thaorah là một huyện thuộc thành phố San`a', Yemen. Đến thời điểm năm 2003, huyện này có dân số 170145 người